# Ketotetroza-fosfatna aldolaza
Ketotetroza-fosfatna aldolaza (EC 4.1.2.2, fosfoketotetrozna aldolaza, eritruloza-1-fosfat sintetaza, eritroza-1-fosfat sintaza, eritruloza-1-fosfat formaldehid-lijaza) je enzim sa sistematskim imenom eritruloza-1-fosfat formaldehid-lijaza (formira gliceron-fosfat). Ovaj enzim katalizuje sledeću hemijsku reakciju
eritruloza 1-fosfat {\displaystyle \rightleftharpoons } gliceron fosfat + formaldehid

## Literatura
- Nicholas C. Price; Lewis Stevens (1999). Fundamentals of Enzymology: The Cell and Molecular Biology of Catalytic Proteins (Third изд.). USA: Oxford University Press. ISBN 019850229X.
- Eric J. Toone (2006). Advances in Enzymology and Related Areas of Molecular Biology, Protein Evolution (Volume 75 изд.). Wiley-Interscience. ISBN 0471205036.
- Branden C; Tooze J. Introduction to Protein Structure. New York, NY: Garland Publishing. ISBN 0-8153-2305-0.
- Irwin H. Segel. Enzyme Kinetics: Behavior and Analysis of Rapid Equilibrium and Steady-State Enzyme Systems (Book 44 изд.). Wiley Classics Library. ISBN 0471303097.

## Spoljašnje veze
- Ketotetrose-phosphate+aldolase на 